# Бірлік (Баянаульський район)
Бірлі́к (каз. Бірлік) — село у складі Баянаульського району Павлодарської області Казахстану. Адміністративний центр Бірліцького сільського округу.
Населення — 829 осіб (2021; 946 у 2009, 1125 у 1999, 1235 у 1989).
Національний склад станом на 1989 рік:
- казахи — 100 %.